# Jōwa
Jōwa (japanisch 承和, auch Shōwa oder Sōwa) ist eine japanische Ära (Nengō) von  Februar 834 bis Juli 848 nach dem gregorianischen Kalender. Der vorhergehende Äraname ist Kōnin, die nachfolgende Ära heißt Kachō. Die Ära fällt in die Regierungszeit der Kaiser (Tennō) Nimmyō und Montoku.
Der erste Tag der Jōwa-Ära entspricht dem 14. Februar 834, der letzte Tag war der 15. Juli 848. Die Jōwa-Ära dauerte 15 Jahre oder 5266 Tage.

## Ereignisse
- 835 Tod des buddhistischen Mönchs Kūkai
- 842 Jōwa Aufstand (承和の変, Jōwa no Hen)